# Governo van Agt III
Il Governo van Agt III è il governo dei Paesi Bassi in carica dal 29 maggio al 4 novembre 1982.
È stata una coalizione tra l'Appello Cristiano Democratico e i Democratici 66, formato dopo la caduta del governo van Agt II, al quale apparteneva anche il Partito del Lavoro. È stato quindi un Gabinetto temporaneo (in olandese: Rompfkabinet) tra i due partiti rimanenti, il tempo di convocare nuove elezioni. Il sovrano designa il "formateur" Dries van Agt il giorno seguente.

## Coalizione e storia
Guidato dal primo ministro uscente cristiano-democratico Dries van Agt, questo governo è costituito e sostenuto da una coalizione di minoranza tra l'Appello Cristiano Democratico (CDA) e i Democratici 66 (D'66). Insieme hanno 65 seggi rappresentativi su 150, ovvero il 43,3% dei seggi alla Tweede Kamer.
Si è formato in seguito allo scioglimento della coalizione al potere, costituita nel settembre 1981. Succede al governo Van Agt II, formato e sostenuto da un'alleanza tra il CDA, il Partito del Lavoro (PvdA) e i Democratici 66.
Il 12 maggio 1982, il PvdA annunciò il suo ritiro dalla maggioranza dopo che il governo aveva respinto le proposte di lavoro fatte dal suo leader politico, vice primo ministro e ministro degli Affari sociali Joop den Uyl. Essendo in minoranza alla Tweede Kamer, l'esecutivo si dimise.
La regina Beatrice, di fronte alla prima crisi del governo dalla sua ascesa al trono reale, due giorni dopo chiamò il senatore democratico-cristiano Piet Steenkamp per una missione di "informatore". Il 24 maggio, Steenkamp concluse che era impossibile ricostruire la coalizione e suggerì di istituire un governo temporaneo (in olandese: rompkabinet) tra i due partiti rimanenti, chiedendo nuove elezioni. Il sovrano designa "formateur" Van Agt il giorno successivo.
Il nuovo governo, che comprende 14 ministri tra cui una donna, giura davanti alla Regina il 29 maggio, 17 giorni dopo lo scoppio della crisi.
Nelle prime elezioni parlamentari dell'8 settembre, il PvdA riacquista il suo status di prima forza politica del regno, davanti al CDA, mentre crollano i D66. Agendo sulla sua sconfitta, Dries van Agt si ritirò dalla direzione del partito in favore del presidente del gruppo parlamentare Ruud Lubbers. In soli due mesi, riunisce una coalizione di centrodestra con il Partito Popolare per la Libertà e la Democrazia (VVD) e costituisce quindi il suo primo governo.

## Composizione
Il gabinetto era composto da 14 ministri e 8 segretari di stato.

### Ministri
| Carica o ministero                                | titolare                 | Partito |
| ------------------------------------------------- | ------------------------ | ------- |
| Affari generali Affari esteri Ministro presidente | Dries van Agt            | CDA     |
| Economia Viceministro presidente                  | Jan Terlouw              | D66     |
| Giustizia                                         | Job de Ruiter            | CDA     |
| Interno                                           | Max Rood                 | D66     |
| Istruzione e scienza                              | Wim Deetman              | CDA     |
| Finanze                                           | Fons van der Stee        | CDA     |
| Difesa                                            | Hans van Mierlo          | D66     |
| Pianificazione abitativa e regionale              | Erwin Nypels             | D66     |
| Infrastrutture e gestione delle risorse idriche   | Henk Zeevalking          | D66     |
| Agricoltura e pesca Affari delle Antille olandesi | Jan de Koning            | CDA     |
| Affari sociali e lavoro                           | Louw de Graaf            | CDA     |
| Cultura, attività ricreative e assistenza         | Hans de Boer             | CDA     |
| Salute e ambiente                                 | Til Gardeniers-Berendsen | CDA     |
| Cooperazione allo sviluppo                        | Kees van Dijk            | CDA     |

### Segretari di Stato
| Carica o ministero      | Titolare                         | Partito |
| ----------------------- | -------------------------------- | ------- |
| Affari esteri           | Hans van den Broek               | CDA     |
| Giustizia               | Michiel Scheltema                | D66     |
| Interno                 | Gerard van Leijenhorst           | CDA     |
| Istruzione e scienza    | Ad Hermes                        | CDA     |
| Difesa                  | Jan van Houwelingen              | CDA     |
| Economia                | Wim Dik                          | D66     |
| Economia                | Piet van Zeil                    | CDA     |
| Affari sociali e lavoro | Piet van Zeil dal 12 giugno 1982 | CDA     |
| Salute e ambiente       | Ineke Lambers-Hacquebard         | D66     |